# 影の政府
影の政府（かげのせいふ、英語: shadow government, secret government）または闇の政府（やみのせいふ、英: deep state）とは、実際の政治権力は議会ではなく、民主主義制度の目の届かない裏で権力を行使する個人にあるという考えに基づいた陰謀論の一つである。この考えによると、公式に選出された政府は、真の行政権を持つ影の政府に従属している。
影の政府を構成するものとしてこれらの陰謀論で提示されている集団には、中央銀行、フリーメイソン、情報機関、シンクタンク、組織的ユダヤ民族、バチカン、秘密結社、イエズス会、企業支配政治、グローバル・エリートと超国家的組織が含まれており、これらは自らの利益、または一般市民からは隠されている大規模な計画のために政策を操作しようとしている。

## 歴史
このテーマの文献は、表舞台の政府の裏で真の権力を持つ秘密の政府が存在していることを前提としている。このような文献の例として、ダン・スムート、ウィリアム・ガイ・カー、ジム・マース、キャロル・キグリー、ゲイリー・アレン、アレックス・ジョーンズ、デス・グリフィン、ジョージ・エドワード・グリフィン、デイビッド・アイク、マイケル・アンソニー・ホフマン2世等の書籍が挙げられる。これらの著者の中には、秘密の政府のメンバーは、世界銀行や国際決済銀行のような国際銀行や金融機関と協力関係にある外交問題評議会、王立国際問題研究所、三極委員会、ビルダーバーグ会議、アメリカの中央情報局、イギリスの秘密情報部等で構成されると考える者もいる。また、この考えを世に広めたのは、アメリカの人気テレビドラマ『X-ファイル』であった。
ミルトン・ウィリアム・クーパーは、影の政府は地球外生命と協力関係にあると主張している。「UFOと市民兵サークル」の間で影響力が大きい彼の1991年の著書『Behold A Pale Horse』では、「秘密の世界政府の行動」と「アメリカ市民に対するイルミナティの宣戦布告に関係する様々な隠密行動」について説明している。クーパーは海軍に在籍中、政府と宇宙人の取引を示す機密書類を見たと主張した。クーパーは、地球外生物が密かにアメリカ政府と関係しているという考えからイルミナティとつながりを持ったが、後にこの主張を撤回している。彼は、ドワイト・D・アイゼンハワーが1954年に地球外生物と条約を締結し、イルミナティの内部に彼らとの関係を管理し、彼らの存在を一般大衆に知られないようにするための排他的小集団を設立したことを告発した。クーパーは、宇宙人が「様々な秘密結社、宗教、儀式、魔術、オカルトを通じて人類を操作し支配している」とし、イルミナティまでもが知らない内に彼らに操作されていると考えていた。
クーパーは、イルミナティはビルダーバーグ・グループによって支配されている秘密の国際組織であるとし、コロンブス騎士団、フリーメイソン、スカル・アンド・ボーンズやその他の組織と共謀していると述べている。その究極の目的は、新世界秩序の実現であると彼は述べている。クーパーによると、イルミナティの陰謀者たちは自らの利益のために宇宙人の脅威を作り出しただけでなく、世界を乗っ取るために地球外生物と積極的に共謀してきた。クーパーは、ベセスダ海軍病院の16階の窓から落下して死亡したジェームズ・フォレスタルは秘密の委員会とされているマジェスティック12と関係があり、JASON諮問機関の科学者たちはイルミナティの高位メンバーである三極委員会のエリート集団と外交問題評議会の執行委員会のメンバーに直属していると考えていた。

## 引用
「我々の共和国に対する真の脅威は、我々の町、州、国の上にぬるぬるした足をのさばらせる巨大なタコのような、目に見えない政府である」--1922年、ジョン・フランシス・ハイラン、ニューヨーク市長
「表向きの政府の裏には、国民に献身する義務を持たず、いかなる責任も認めない、目に見えない政府が王位に就いている」-- セオドア・ルーズベルト大統領のブル・ムース党の綱領より

「大衆の習慣と世論の意識的かつ合理的な操作は、民主主義社会において重要な要素である。この目に見えない社会のメカニズムを操る者は、我々の国を真に統治している目に見えない政府である。我々を支配し、我々の精神を型に嵌め、嗜好を形成し、発想を用意するのは、主に我々が聞いたこともない者たちである。」--「広報の父」、エドワード・バーネイズによる1928年の名著『Propaganda』より
「率直に言うと、我々が「ディープ・ステート」、もしくは「影の政府」と呼ぶ外部機関は存在する。我々の政府そのものである大統領よりも実際に強い権力を持つ人々による大きな影響力というものが存在する。」--2016年11月、元連邦下院議員のロン・ポール（ドナルド・トランプの大統領選勝利後）